# Ото III (Анхалт-Бернбург)
Вижте пояснителната страница за други личности с името Ото III.
Ото III (на немски: Otto III, † 27 февруари 1404) от фамилията Аскани e княз на Анхалт-Бернбург от 1374 до 1404 г.
Той е син на княз Бернхард III фон Анхалт-Бернбург († 20 август 1348) и третата му съпруга Матилда фон Брауншвайг-Волфенбютел († сл. 28 юни 1354), дъщеря на херцог Магнус I фон Брауншвайг и София фон Бранденбург, дъщеря на маркграф Хайнрих I фон Бранденбург (1256–1319).
Ото последва през 1374 г. по-големия си полубрат княз Хайнрих IV († 7 юли 1374). След смъртта му Ото е последван от племенник му Бернхард V и син му Ото IV.

## Фамилия
Ото III се жени първо за непозната жена и има с нея два сина:
- Бернхард VI († 2 февруари 1468), княз на Анхалт-Бернбург
- Ото IV († 1 май 1415), княз на Анхалт-Бернбург.

Преди 1391 г. Ото III се жени втори път за Лутрудис († сл. 2 юли 1426), дъщеря на граф Гебхард IV фон Мансфелд-Кверфурт. Те имат една дъщеря:
- Матилда († пр. 1432), омъжена сл. 1413 г. за княз Георг I от Анхалт-Бернбург